# 癸
癸，天干的第十位。其在方位上指东北偏北方（15°），五行屬水，陰陽属陰。天干亦可表示植物的生長週期，癸指万物闭藏于土，植物萌芽。

## 含癸的干支
- 癸酉
- 癸未
- 癸巳
- 癸卯
- 癸丑
- 癸亥